# Samuli Laiho
Samuli Laiho (Tampere, 1969. november 1. –) finn gitáros.

## Pályafutása
Hatéves korában kezdett gitározni. Klasszikus zenei tanulmányok után, 12 éves korában megkapta első elektromos gitárját. 1988-ban, tizenhét éves korában a Hearthill nevű alternatív zenekarban játszott, ekkor jelent meg első albumuk is. A zenekar összesen öt albumot készített, Európa-szerte több mint 500 koncertet tartottak, és kétszer az Egyesült Államokban is turnéztak. 
A zenekar 1993-ban feloszlott, és Laiho zeneszerzést kezdett tanulni. A megélhetését ezek után musicalek és színházak számára írt zenék komponálásával biztosította. 1998-ban művészeti diplomát szerzett a Finn Színházi Akadémia zeneszerző és karmester szakán. 
2001-ben újra visszatért a popzenéhez, öt dalt írt az énekes Samuli Edelmannnek. Az album platinalemez lett, és vezette a finn lejátszási listákat. Később számos más listavezető számot írt, melyeknek köszönhetően további elismeréseket szerzett. 2002-ben ő szerezte a The Handcuff King című film zenéjét, 2007-ben pedig a Jungle of Dreams című televíziós műsorét. 2008-ban leszerződött a Warner Chappell Skandináviával. 
Samuli Laiho 2009-ben elkezdett dolgozni a lemezlovas DJ Slow-val. Együttműködésük alatt számos televíziós, filmes és reklámanyagot és népszerű zenéket készítettek. A 2011 első felében megjelent két film, a VARES Pahan suudelma és a VARES Huhtikuun Tytöt zenéjét is DJ Slow-val együtt szerezte.

## Diszkográfia
- Sido Mut Suhun / Keikari, Sonet, PolyGram Finland Oy, SOPOSD 235, SOPOSD 235, CD, Maxi-Single, 1994[6]

## Fordítás
- Ez a szócikk részben vagy egészben  a   Samuli Laiho című angol Wikipédia-szócikk ezen változatának fordításán alapul.  Az eredeti cikk szerkesztőit annak laptörténete sorolja fel. Ez a jelzés csupán a megfogalmazás eredetét és a szerzői jogokat jelzi, nem szolgál a cikkben szereplő információk forrásmegjelöléseként.